# Žuži Jelinek
Žuži Jelinek (pravo ime Zsuzsanna Ferber) (Budimpešta, Kraljevina Mađarska, 17. srpnja 1920. – Zagreb, 23. siječnja 2016.) je bila hrvatska modna dizajnerica, stilistica, kolumnistica i spisateljica. Za života je bila poznata kao arbitar ukusa u doba stvaranja jugoslavenskog potrošačkog društva, te kao neosporiva interpretatorica žensko-muških odnosa u modernoj hrvatskoj državi. U jugoslavensko doba je također stekla ugled kao osobna krojačica Jovanke Broz.

## Životopis

### Podrijetlo i rani život
Žuži Jelinek je rođena 17. srpnja 1920. u Budimpešti, Kraljevini Mađarskoj. Odrasla je uz trojicu braće: Imre, Aleksandar (kojeg su odmilja zvali Šanji) i Ivan, u siromašnoj židovskoj obitelji Izidora i Ruže Ferber. Izidor Ferber, rodom iz Ludbrega, je promijenio obiteljsko ime iz Farber u Ferber. Žužin djed, Moritz Farber, je bio trgovac tekstilom u Ludbregu. Oba Žužina roditelja su bili gluhonijemi, a upoznali su se u Budimpešti kamo su ih na školovanje poslale njihove obitelji pošto je u Budimpešti bila jedina specijalizirana škola za gluhonijeme. Zbog domoljublja Izidora Ferbera, obitelj Ferber se nakon rođenja Žuži odlučila vratiti iz Mađarske u Hrvatsku, tj. Kraljevinu Srba, Hrvata i Slovenaca. Nastanili su se u Zagrebu gdje su živjeli na kraju Maksimirske ceste, na broju 54a u sirotinjskom dijelu grada u teškim uvjetima. U školu je išla na Borongaju. Žužina majka je bila domaćica, a otac Izidor je izrađivao četke koje je prodavao po kućama. Iako se Žužina teta, očeva sestra, udala za bogatog zagrebačkog Židova u Ulici baruna Trenka, Žuži i njezina braća nisu imali puno koristi od nje. Teta se sramila svog siromašnog, gluhonijemog brata, pa ih je, kad su je posjećivali, primala u kuhinji. Upravo zbog toga, Žuži se već s 12 godina zaklela da će imati uspješan život i karijeru, poniženja koja je pretrpjela u djetinjstvu bila su odlučujuća u njezinoj namjeri da ima pristojan život bez oskudjevanja. Završila je školu za krojačice u Zagrebu.

### Karijera, Drugi svjetski rat i kasniji život
Već sa 17 godina Žuži je krenula raditi u Pariz, Treća Francuska Republika, kao krojačica u tvornici poznate dizajnerice Nine Ricci. U to vrijeme, upoznala je i Coco Chanel za koju je kratko radila. U Zagreb se vratila 1939. godine zbog početka Drugog svjetskog rata. Po povratku je otvorila krojačku radnju u kojoj je šivala za bogate židovske obitelji. Također je bila vrlo zainteresirana i aktivna u učenju stranih jezika pa je tako za života govorila čak sedam jezika. 1941. godine udala se za prvog supruga, uglednog zagrebačkog zubara dr. Eriha Jelineka. Iz tog braka imala je dvoje djece, sina Ivicu i kćer Dijanu. Uspostavom Nezavisne Države Hrvatske sva trojica Žužina brata su stradala, Imre 1941. u zatvoru Kerestinec, Aleksandar-Šanji u Koncentracijskom logoru Jadovno i Ivan na nepoznatom stratištu. Za vrijeme boravka u Rijeci, gdje se odselila sa suprugom, Žuži je saznala da će joj roditelji biti deportirani u Koncentracijski logor Jasenovac. Na Sušaku je otišla do talijanskog časnika, kojeg je zavela te na taj način spasila roditelje od sigurne smrti. Nekoliko noći je odlazila časniku u riječku Esplanadu. Da joj komentari i mišljenja drugih o svojim postupcima nisu bitni, pokazala je rekavši: "Život svojih roditelja platila sam seksom i nije mi žao. A kaj će te vi misliti o meni, baš me briga." U rujnu 1943. pridružila se Narodnooslobodilačkoj vojsci Jugoslavije (NOVJ). U NOVJ-u je bila bolničarka u zubnoj ambulanti 35. ličke divizije. Nakon rata opet je započela raditi kao krojačica. 1960. preselila se u Sjedinjene Američke Države gdje je nastavila sa šivanjem, te je u tome bila prilično uspješna. Po povratku u Zagreb, Žuži je saznala da ju je muž varao s kućnom pomoćnicom, te da ju je ostavio. Njezini uspjesi i putovanja u ono vrijeme zasmetali su Josipu Brozu Titu koji je smatrao da promoviranje njezinih modela nije dobro za samoupravni socijalizam SFR Jugoslavije. Umjesto toga, Tito joj je ponudio mjesto direktora makedonske modne tvrtke "Teteks", pod čijim imenom bi predstavljala svoje modele. Žuži je tu ponudu odbila, te ju je ubrzo nakon toga Tito u svojemu govoru, u Splitu 1962. godine, spomenuo kao negativan element za SFR Jugoslaviju, te joj je bilo rečeno da otiđe iz zemlje. Žuži se ubrzo potom preselila s djecom i roditeljima u Ženevu, Švicarska. U Zagreb se vratila 1964. godine na Titov poziv, a nakon povratka je šivala modne kreacije za Jovanku Broz.
Krajem 1950-ih godina Žuži je prva svoje modele prikazala na revijama u inozemstvu, te je tako obišla Europu, Ameriku, Bliski i Daleki Istok. Prva se proslavila u modnom svijetu izvan granica SFR Jugoslavije, a domaći tisak ju je zbog toga prozvao ambasadorom mode. Svoj nadimak je dobila i u inozemnom tisku koji ju je nazivao najpoznatijom modnom kreatoricom iza Željezne zavjese. Od 1994. bila je redovna kolumnistica hrvatskog časopisa Glorija, a tijekom života napisala je deset knjiga, od kojih je zadnja objavljena 2013. godine pod imenom "Živjeli muškarci" i sastoji se od njezinih kolumni iz časopisa Glorija. Ostale Žužine knjige su "Mijenjaju li se muškarci", "Žene, osvajajte...", "Od seksa do vječnosti", a pisala je i o svakodnevnim problemima, zdravstvenom odgoju, osobnoj higijeni i odnosu prema novcu. O Žuži je također snimljen i biografski dokumentarac redatelja Darka Halapije i scenaristice Andree Ćakić, a u produkciji Hrvatske radiotelevizije. Četrdesetominutni film pod nazivom "Mislim da ja to ne zaslužujem" je premijerno prikazan 2007. godine u kinu Tuškanac. On prati četiri životna razdoblja u Žužinom životu, četiri njezina uspona i pada. I sam Steven Spielberg je želio snimiti film o njezinom životu. Naime, nakon što je čuo priču o ženi iz židovske obitelji koja je tijekom Holokausta riskirala svoj život kako bi spasila roditelje, Spielberg ju je pozvao da radi kao glavni savjetnik u filmu. Ipak, iako vrlo počašćena ponudom, Žuži nije htjela živjeti u SAD-u dvije godine, pa je ponudu odbila. Žuži je živjela na relaciji Zagreb-Ženeva-Opatija. Do kraja života je bila braku s četvrtim suprugom, sucem Miloradom Ronkulinom za kojega se udala u 80. godini života. Žuži je bila dugogodišnji član Vijeća Židovske općine Zagreb (ŽOZ). 2006. godine dr. Ognjen Kraus, predsjednik ŽOZ-a, joj je uručio posebno priznanje, odavši tako divljenje njezinom filantropizmu i posebno pomoći "Domu umirovljenika Lavoslav Schwartz". U prosincu 2014., u ŽOZ-u, je bila predstavljena autobiografija Žuži Jelinek pod nazivom "Žuži – Život Žuži Jelinek". U navedenoj autobiografiji Žuži je napisala da je vjerski gledajući ateist, i to još od 1941. kada su joj ubijena sva tri brata. U tim mračnim vremenima pomislila je i postavila si pitanje: "Gdje je bio Bog?". Žuži Jelinek je preminula u Zagrebu 23. siječnja 2016. godine.

## Djela
- Seks liječi sve, 2004.
- Žene, osvajajte..., 2010.
- Mijenjaju li se muškarci, 2011.
- Žuži – Život Žuži Jelinek, 2014.

## Vanjske poveznice
- Žuži Jelinek Hrvatska tehnička enciklopedija, portal hrvatske tehničke baštine. LZMK